# Star Wars: Visions
Star Wars: Visions est une série animée américaine issue de l'univers Star Wars et diffusée dans son intégralité le 22 septembre 2021 sur Disney+. Elle est composée de neuf courts métrages réalisés par des studios d'animation japonaise.
Une deuxième saison est diffusée également dans son intégralité le 4 mai 2023 avec cette fois-ci des studios provenant d'Inde, du Royaume-Uni, d'Irlande, d'Espagne, du Chili, de Corée du Sud, de France, d'Afrique du Sud et des États-Unis.
Une saison 3 a été annoncée pour le 29 octobre 2025.

## Synopsis
Star Wars: Visions est une série de courts métrages d'animation présentés « à travers la vision des meilleurs créateurs de films d'animation du monde » se déroulant dans l'univers Star Wars.
Une première saison met en scène neuf histoires inédites chacune indépendante pouvant traiter de romances, d'humour, de drames et de batailles épiques dans un style japonais,,. Ces histoires sont créées en dehors des contraintes de l'univers « canon » et donc les évènements s'y déroulant n'impactent pas la saga originale pour offrir une liberté de création pour chaque réalisateur et studio d'animation.
Une deuxième saison offre neuf nouvelles histoires s'ouvrant à d'autres studios d'animation et d'autres pays.

## Fiche technique
- Titre original : Star Wars: Visions
- Réalisation : Takanobu Mizuno, Yuki Igarashi, Taku Kimura, Hiroyuki Imaishi, Masahiko Otsuka, Hitoshi Haga, Eun Yeong Choi, Abel Gongora, Kenji Kamiyama[6], Rodrigo Blaas, Paul Young, Gabriel Osorio, Magdalena Osinska, Hyeong Geun Park, Julien Chheng, Ishan Shukla, LeAndre Thomas, Justin Ridge, Nadia Darries, Daniel Clarke
- Musique : Kevin Penkin[7], Michiru Ōshima, Yoshiaka Dewa, Keiji Inai, A-bee, Keiichiro Shibuya, U-zhaan, Nobuko Toda et Kazuma Jinnouchi
- Production : Kanako Shirasaki
- Production exécutive : Kathleen Kennedy, Jacqui Lopez, Josh Rimes, James Waugh et Justin Leach
- Société(s) de production : Walt Disney Pictures, Lucasfilm, Science Saru, Kinema Citrus, Trigger, Colorido, Geno Studio, Kamikaze Douga, Production I.G, D'Art Shtaijo, El Guiri, Cartoon Saloon, Punkrobot, Aardman, Studio Mir, Studio La Cachette, 88 Pictures, Triggerfish
- Pays d'origine :  États-Unis,  Japon
- Genre : science-fiction

## Distribution

### Saison 1
- Brian Tee (VJ : Masaki Terasoma ; VF : Boris Rehlinger) : Ronin (épisode 1)
- Lucy Liu (VJ : Akeno Watanabe ; VF : Stéphanie Hédin) : chef des bandits (épisode 1)
- Jaden Waldman (VJ : Yūko Sanpei ; VF : Lucille Boudonnat) : chef du village (épisode 1)
- Joseph Gordon-Levitt (VJ : Hiroyuki Yoshino ; VF : Pascal Nowak) : Jay (épisode 2)
- Bobby Moynihan (VJ : Kōsuke Gotō ; VF : Gilles Morvan) : Geezer (épisode 2)
- Temuera Morrison (VJ : Akio Kaneda ; VF : Bruno Dubernat) : Boba Fett (épisode 2)
- Shelby Young (VJ : Masayo Fujit) : K-344 (épisode 2)
- Marc Thompson (en) (VJ : Anri Kats) : Lan (épisode 2)
- Neil Patrick Harris (VJ : Junya Enoki ; VF : Gauthier Battoue) : Karre (épisode 3)
- Alison Brie (VJ : Ryoko Shiraishi ; VF : Kelly Marot) : Am (épisode 3)
- Jonathan Lipow (VJ : Tokuyoshi Kawashima ; VF : Grégory Laisné) : B-20N (épisode 3)
- Karen Fukuhara (VJ : Asami Seto) : F (épisode 4)
- Nichole Sakura (VJ : Megumi Han) : Haru (épisode 4)
- Christopher Sean (en) (VJ : Yūma Uchida (en)) : Asu (épisode 4)
- Cary-Hiroyuki Tagawa (VJ : Takaya Kamikawa) : Valco (épisode 4)
- Andrew Kishino (en) (VJ : Yoshimitsu Shimoyama) : Izuma (épisode 4)
- Stephanie Sheh (en) (VJ : Mariya Ise) : Saku (épisode 4)
- Matthew Wood (VF : Emmanuel Garijo) : les droïdes de combat (épisode 4)
- Kimiko Glenn (VJ : Chinatsu Akasaki ; VF : Joséphine Ropion) : Kara (épisode 5)
- Andrew Kishino (en) (VJ : Tetsuo Kanao (en) ; VF : Jérôme Keen) : Juro (épisode 5)
- Simu Liu (VJ : Shin-ichiro Miki ; VF : Adrien Antoine) : Zhima (épisode 5)
- Masi Oka (VJ : Hiromu Mineta ; VF : Adrien Larmande) : Ethan (épisode 5)
- Greg Chun (en) (VJ : Kazuya Nakai ; VF : Boris Rehlinger) : Roden (épisode 5)
- Neil Kaplan (en) (VJ : Akio Ōtsuka ; VF : Raphaël Cohen) : narrateur (épisode 5)
- Michael Sinterniklaas (en) (VJ : Daisuke Hirakawa) : Hen Jin (épisode 5)
- Jaden Waldman (VJ : Masako Nozawa ; VF : Zina Khakhoulia) : T0-B1 (épisode 6)
- Kyle Chandler (VJ : Tsutomu Isobe ; VF : Paul Borne) : Mitaka (épisode 6)
- David Harbour (VJ : Takaya Hashi ; VF : Eilias Changuel) : Tajin (épisode 7)
- James Hong (VJ : Kenichi Ogata) : L'ancien (épisode 7)
- Jordan Fisher (VJ : Yuichi Nakamura ; VF : Martin Faliu) : Dan (épisode 7)
- Anna Cathcart (VJ : Seiran Kobayashi ; VF : Cerise Calixte) : Lop (épisode 8)
- Romi Dames (VJ : Risa Shimizu ; VF : Alexia Papineschi) : Ochō (épisode 8)
- Paul Nakauchi (VJ : Tadahisa Fujimura ; VF : Frédéric Souterelle) : Yasaburo (épisode 8)
- Kyle McCarley (en) (VJ : Taisuke Nakano) : officier impérial (épisode 8)
- Henry Golding (VJ : Yū Miyazaki ; VF : Anatole de Bodinat) : Tsubaki (épisode 9)
- Jamie Chung (VJ : Lynn ; VF : Alice Orsat) : Misa (épisode 9)
- George Takei {VJ : Chō) : Senshuu (épisode 9)
- Keone Young (VJ : Wataru Takagi ; VF : Jérôme Wiggins) : Kamahachi (épisode 9)
- Lorraine Toussaint (VJ : Yukari Nozawa ; VF : Isabelle Leprince) : Masago (épisode 9)

### Saison 2
- Úrsula Corberó : Lola (épisode 1)
- Luis Tosar : Maître Sith (épisode 1)
- Eva Whittaker : Daal (épisode 2)
- Alex Connolly : Baython (épisode 2)
- Noah Rafferty : Quinn (épisode 2)
- Molly McCann : Keena (épisode 2)
- Anjelica Huston : Mère Sith (épisode 2)
- Niamh Moyles : Fantôme (épisode 2)
- Valentina Muhr : Koten (épisode 3)
- Julia Oviedo : Tichina (épisode 3)
- Kate Dickie : Officier 1 (épisode 3)
- Amparo Noguera (en) : Officier 2 (épisode 3)
- Maxine Peake : Kalina Kalfus (épisode 4)
- Charithra Chandran : Annisoukaline "Anni" Kalfus (épisode 4)
- Daisy Haggard (en) : Dorota Van Reeple (épisode 4)
- Bebe Cave (en) : Julan Van Reeple (épisode 4)
- Denis Lawson : Wedge Antilles (épisode 4)
- Ashley Park : Ara (épisode 5)
- Eugene Lee Yang : Toul (épisode 5)
- Daniel Dae Kim : Bichan (épisode 5)
- Albert Kong : Interprète (épisode 5)
- Greg Chun (en) : Maître Leesagum (épisode 5)
- Greg Chun : Maître Duta (épisode 5)
- Judy Alice Lee : Maître Moru (épisode 5)
- Camille Cottin : Loi'e (épisode 6)
- Lambert Wilson : Jon (épisode 6)
- Kaycie Chase : Hétis (épisode 6)
- Rudi-James Jephcott : L'officier (épisode 6)
- Barbara Weber-Scaff : Mee'ma (épisode 6)
- Suraj Sharma : Charuk (épisode 7)
- Sonal Kaushal (en) : Rani (épisode 7)
- Neeraj Kabi (en) : Inquisitor (épisode 7)
- Lillete Dubey (en) : Rugal (épisode 7)
- Sahil Vaid (en) : Maghadi / Scavenger (épisode 7)
- Sumanto Ray : Conducteur / Leader Jangori / Dhoona (épisode 7)
- Daveed Diggs : Crux (épisode 8)
- Anika Noni Rose : Eureka (épisode 8)
- Jordyn Curet : Livy (épisode 8)
- Cedric Yarbrough : Vieux prisonnier (épisode 8)
- Matthew Wood : Stormtroopers (épisode 8)
- Steven Blum : Commandant (épisode 8)
- Mpilo Jantjie : Aau (épisode 9)
- Dineo Du Toit : Chant d'Aau (épisode 9)
- Tumisho Masha : Abat (épisode 9)
- Cynthia Erivo : Kratu (épisode 9)
- Faith Baloyi : Attu (épisode 9)

## Épisodes

### Saison 1
| № | Titre français | Titre original japonais                                 | Titre anglais     | Réalisateur      | Scénariste                    | Studio d'animation |
| - | --- | ------------------------------------------------------- | ----------------- | ---------------- | ----------------------------- | ------------------ |
| 1 | Le Duel | デュエル Dyueru                                         | The Duel          | Takanobu Mizuno  | Takashi Okazaki               | Kamikaze Douga     |
| 1 | Un vagabond solitaire connu uniquement sous le nom de "Ronin" arrive dans un petit village au moment où il se fait assiéger par une horde de stormtroopers, vestige de l'Empire. Ronin va défendre le village et va se trouver confronté à un Seigneur noir des Sith autoproclamé. |                                                         |                   |                  |                               |                    |
|   | |                                                         |                   |                  |                               |                    |
| 2 | Tatooine Rhapsody | タトゥイーン・ラプソディ Tatuīn Rapusodi                | Tatooine Rhapsody | Taku Kimura      | Yasumi Atarashi               | Studio Colorido    |
| 2 | Pendant la guerre des clones, un padawan nommé Jay tente de s'échapper d'une bataille contre des droïdes. Il va tomber sur un Hutt nommé Gee qui va lui proposer de devenir le chanteur d'un groupe de rock, Star Waver. Des années plus tard, après la fin de la guerre et la victoire de l'Empire Galactique, le chasseur de primes Boba Fett débarque pendant l'un de leurs concerts pour arrêter Gee sur la demande de Jabba le Hutt. Le groupe n'a pas d'autre choix que de s'échapper. |                                                         |                   |                  |                               |                    |
|   | |                                                         |                   |                  |                               |                    |
| 3 | Les Jumeaux | ツインズ Tsuinzu                                        | The Twins         | Hiroyuki Imaishi | Hiromi Wakabayashi            | Studio Trigger     |
| 3 | Pour remettre l'ordre dans la galaxie, l'Empire a construit deux Star Destroyers conjoints qui abritent un grand super laser capable de détruire des planètes. Ils ont également été capables de créer des jumeaux biologiques sensibles à la Force, nommés Karre et Am, entraînés depuis petits dans le Côté obscur de la Force. Les jumeaux Karre et Am doivent utiliser l'arme pour détruire la nouvelle République mais Karre décide de se rebeller après avoir eu une vision du futur impliquant la mort de sa sœur, Am. |                                                         |                   |                  |                               |                    |
|   | |                                                         |                   |                  |                               |                    |
| 4 | La Mariée du village | 村の花嫁 Mura no Hanayome                               | The Village Bride | Hitoshi Haga     | Takahito Oonishi Hitoshi Haga | Kinema Citrus      |
| 4 | Une Jedi du nom de F, survivante de la grande purge, a trouvé refuge sur une planète éloignée en compagnie de Valco, un explorateur. Pour respecter les coutumes d'un village, ils décident de prendre part à une fête d'un mariage. Ils apprennent alors que des bandits ont récupéré des droïdes de combat des défunts séparatistes pour les reprogrammer afin de tenir le village en otage et récupérer des ressources. Les mariés, dont la fille du chef du village, ont l'intention de se rendre aux bandits en guise de garantie. Mais certains villageois n'ont pas l'intention de céder et sont décidés à se battre.                                                                                             |                                                         |                   |                  |                               |                    |
|   | |                                                         |                   |                  |                               |                    |
| 5 | Le Neuvième Jedi | 九人目のジェダイ Kyūninme no Jedai                      | The Ninth Jedi    | Kenji Kamiyama   | Kenji Kamiyama                | Production I.G     |
| 5 | Après l'extinction de l'Ordre Jedi, le Margrave Juro invite sept Jedi dans son temple aérien proche de la planète Hy Izlan, avec l'intention de créer un nouvel Ordre. Il souhaite leur remettre des sabres laser, dont la conception a été perdue avec le temps. À la surface de la planète, le forgeron Zhima termine la construction des sabres laser, dont un pour sa fille, une Jedi adolescente du nom de Kara. Mais alors que des chasseurs arrivent pour capturer Zhima, ce dernier demande à sa fille de fuir pour livrer les sabres. |                                                         |                   |                  |                               |                    |
|   | |                                                         |                   |                  |                               |                    |
| 6 | T0-B1 | T0-B1                                                   | T0-B1             | Abel Góngora     | Yuichiro Kido                 | Science SARU       |
| 6 | Un droïde nommé T0-B1 vivant sur une planète déserte avec son créateur manchot, le professeur Mitaka, rêve de devenir un chevalier Jedi. Cherchant un cristal kyber afin de pouvoir créer son propre sabre laser, il entre dans le sous-sol de la maison du professeur et découvre un vaisseau spatial. Il va alors envoyer accidentellement un signal, qui alertera un inquisiteur Sith de la présence d'un Jedi ayant survécu à la purge, véritable identité de Mitaka. |                                                         |                   |                  |                               |                    |
|   | |                                                         |                   |                  |                               |                    |
| 7 | L'Ancien | エルダー Erudā                                          | The Elder         | Masahiko Otsuka  | Masahiko Otsuka               | Studio Trigger     |
| 7 | Alors que les Sith ont disparu depuis longtemps, Tajin et son padawan Dan sont envoyés explorer la Bordure Extérieure, lorsque le maître détecte une perturbation dans la Force. Ils atterrissent sur une planète isolée et arrivent dans un village reculé, où ils apprennent l'existence d'un mystérieux vieil homme qui a grimpé au sommet de la montagne. Dan suit la piste de l'ancien et quand il le rencontre, ressent la puissance du Côté obscur et s'apprête à démarrer un combat difficile. |                                                         |                   |                  |                               |                    |
|   | |                                                         |                   |                  |                               |                    |
| 8 | Lop & Ochō | のらうさロップと緋桜お蝶 Norausa Roppu to Hizakura Ochō | Lop & Ocho        | Yuki Igarashi    | Sayawaka                      | Geno Studio        |
| 8 | Pendant le règne de l'Empire, sur la planète Tau, une esclave alien nommée Lop ayant échappé à ses ravisseurs, est découverte par Yasaburo, le chef de clan de la planète et sa fille Ochō. Cette dernière convainc son père de l'adopter comme sa fille. Sept ans plus tard, l'Empire occupe la planète et l'exploite pour ses ressources naturelles. La famille de Yasaburo est partagée sur ce qu'elle doit faire. Le père veut chasser l'Empire de leur planète, tandis qu'Ochō veut coopérer avec. Cette dernière s'enrôle dans l'armée impériale. Lop va tenter de l'arrêter avec l'aide d'un ancien sabre laser donné par Yasaburo, trésor familial donné à leur ancêtre et transmis de génération en génération. |                                                         |                   |                  |                               |                    |
|   | |                                                         |                   |                  |                               |                    |
| 9 | Akakiri | 赤霧 Akakiri                                            | Akakiri           | Eunyoung Choi    | Yuichiro Kido                 | Science SARU       |
| 9 | Avant l'extinction initiale des Sith, un Jedi nommé Tsubaki, retrouve son ancien amour Misa, une princesse dont le père a été renversé par sa sœur Masago, qui s'est révélée être Sith. Avec l'aide des guides Senshuu et Kamahachi, Tsubaki rejoint Misa pour se rendre au palais royal et faire face à Masago. |                                                         |                   |                  |                               |                    |
|   | |                                                         |                   |                  |                               |                    |

### Saison 2
| № | Titre français | Titre original           | Réalisateur                 | Scénariste                                           | Studio d'animation      |  |
| - | --- | ------------------------ | --------------------------- | ---------------------------------------------------- | ----------------------- |  |
| 1 | Sith | Sith                     | Rodrigo Blaas               | Rodrigo Blaas                                        | El Guiri                |  |
| 1 | Une ancienne apprentie Sith du nom de Lola a décidé de rejeter le Côté obscur et de vivre paisiblement sur une planète désolée avec son droïde E2. Elle s'adonne maintenant à la peinture en utilisant la Force et en essayant de maîtriser les ténèbres. Cependant, elle se retrouve rattrapée par son passé quand son ancien Maître Sith arrive à sa base. |                          |                             |                                                      |                         |  |
|   | |                          |                             |                                                      |                         |  |
| 2 | La Caverne des Hurlements | Screecher's Reach        | Paul Young                  | Will Collins Jason Tammemägi                         | Cartoon Saloon          |  |
| 2 | Lassée de travailler dans une usine, Daal décide de partir avec ses amis Baython, Quinn et Keena en volant des speeders. Ils s'en vont explorer la caverne des hurlements où, d'après la légende, résiderait un fantôme. Daal espère y trouver une opportunité de changer de vie. |                          |                             |                                                      |                         |  |
|   | |                          |                             |                                                      |                         |  |
| 3 | Dans les Étoiles | In the Stars             | Gabriel Osorio              | Gabriel Osorio                                       | Punkrobot               |  |
| 3 | À la suite d'un génocide de leur planète orchestré par l'Empire, les sœurs Koten et Tichina sont les dernières survivantes. Leur mère, sensible à la Force, avait mené une rébellion contre l'Empire, mais sans succès. Depuis, une usine a été construite, polluant l'air et l'eau. Tichina est convaincue qu'elle peut les vaincre en utilisant la Force grâce à sa mère qui les soutiendrait depuis le ciel, ce qui n'est pas le cas de Koten. |                          |                             |                                                      |                         |  |
|   | |                          |                             |                                                      |                         |  |
| 4 | Je suis ta Mère | I Am Your Mother         | Magdalena Osinska           | Magdalena Osinsaka Holly Walsh Barunka O'Shaughnessy | Aardman                 |  |
| 4 | Quelques années après la défaite de l'Empire, Wedge Antilles a fondé une Académie de pilotage. L'une des cadettes, une Twi'lek nommée Anni Kalfus, est devenue pilote grâce à l'inspiration que lui a donné sa mère Kalina. Mais cette dernière chouchoute beaucoup sa fille, ce qui lui fait honte. De ce fait, Anni ne lui parle pas d'un événement de course de vaisseaux spatiaux où les familles s'affrontent. Elle va devoir affronter sa camarade Julan Van Reeple et la mère de celle-ci, Dorota. |                          |                             |                                                      |                         |  |
|   | |                          |                             |                                                      |                         |  |
| 5 | Voyage au bout des Ténèbres | Journey to the Dark Head | Hyeong Geun Park            | Chung Se Rang                                        | Studio Mir              |  |
| 5 | Au cours de la guerre initiale entre les Jedi et les Sith, dans un temple sur la planète Dolgarak dans la Bordure Extérieure, une jeune moine nommée Ara fait des prédictions en se basant sur des visions éphémères apparaissant sur des pierres. Dans ce lieu se trouvent deux statues : l'une avec une lumière bleue et l'autre avec une lumière rouge. Ara pense que la première contrôle la lumière et la deuxième l'obscurité et qu'il suffirait de couper la deuxième tête pour vaincre le Côté obscur et mettre un terme au conflit. Des années plus tard, elle fera cette requête au Conseil Jedi. Ces derniers lui assignent un jeune Padawan nommé Toul pour l'aider dans sa tâche. Malgré un traumatisme récent : la perte de son maître face à un Sith du nom de Bichan, ce dernier va accepter de l'accompagner dans cette nouvelle aventure. |                          |                             |                                                      |                         |  |
|   | |                          |                             |                                                      |                         |  |
| 6 | L'Espionne qui dansait | The Spy Dancer           | Julien Chheng               | Julien Chheng                                        | Studio La Cachette      |  |
| 6 | Une vingtaine d'années après la formation de l'Empire, un groupe d'extraterrestres avec une hétérochromie et des petites cornes dirige un club haut de gamme fréquenté par des stormtroopers. Il est révélé que la danseuse principale du club, Loi'e, dirige une faction de l'Alliance rebelle qui se compose du reste de son personnel. Ainsi, elle place des trackers sur l'armure des stormtroopers lors de ses spectacles de danse. Une nuit, elle aperçoit un officier d'apparence familière, qui pourrait être l'homme qui a enlevé son fils vingt ans auparavant, alors qu'il était bébé. Contre la volonté de ses alliés, elle envisage de se venger. |                          |                             |                                                      |                         |  |
|   | |                          |                             |                                                      |                         |  |
| 7 | Les Bandits de Golak | The Bandits of Golak     | Ishan Shukla                | Ishan Shukla                                         | 88 Pictures             |  |
| 7 | Pendant la Guerre Civile Galactique, un frère et une sœur nommés respectivement Charuk et Rani sont forcés de fuir leur maison pour se réfugier dans la ville de Golak. Lors de leur trajet en train, Rani, qui a du mal à cacher sa sensibilité à la Force, se trouve ciblée par des stormtroopers. Elle et son frère essaient désespérément de s'enfuir jusqu'à l'arrivée d'un groupe de rebelles nommé « Les Jangori ». |                          |                             |                                                      |                         |  |
|   | |                          |                             |                                                      |                         |  |
| 8 | Le Trou | The Pit                  | LeAndre Thomas Justin Ridge | LeAndre Thomas                                       | D'Art Shtajio Lucasfilm |  |
| 8 | Juste après la conquête de l'Empire, les Impériaux obligent des esclaves à creuser une fosse géante au milieu du désert afin d'extraire des cristaux kyber, que les stormtroopers utilisent pour construire une ville voisine. Après des années à creuser, les stormtroopers les abandonnent complètement dans la fosse. Un des esclaves va essayer de l'escalader pour atteindre la surface et avertir la ville la plus proche. |                          |                             |                                                      |                         |  |
|   | |                          |                             |                                                      |                         |  |
| 9 | La Chanson d'Aau | Aau's Song               | Nadia Darries Daniel Clarke | Nadia Darries Daniel Clarke                          | Triggerfish             |  |
| 9 | Peu de temps après l'extinction des Sith, les habitants de la planète montagneuse Korba aident les Jedi à purifier les cristaux kyber, qui ont été saignés par les Sith. Alors que son père essaie d'aider un Jedi nommé Kratu à trouver un moyen de purifier les cristaux, une jeune fille nommée Aau semble avoir un effet inhabituel sur ces derniers. |                          |                             |                                                      |                         |  |
|   | |                          |                             |                                                      |                         |  |

## Production

### Développement
Le développement du projet de Star Wars: Visions a commencé lorsque James Waugh, vice-président du contenu de la franchise chez Lucasfilm, a présenté le concept de la série à Kathleen Kennedy : c'est-à-dire, faire une série en collaborant avec des studios d'animation japonais. Pour faciliter une production internationale, Lucasfilm a collaboré avec le producteur indépendant Justin Leach et sa société Qubic Pictures pour faciliter les discussions entre la direction américaine et les studios japonais. La tâche était compliquée car s'ajoute la pandémie de Covid-19 rendant la communication entre pays compliqués donnant l'annulation de plusieurs réunions. La production de la série a eu lieu au Japon tout au long des années 2020 et 2021.
Le 10 décembre 2020, la série est officiellement annoncée par Kathleen Kennedy pour sortir sur Disney+. Le titre et le logo sont dévoilés,,. La série est présentée comme une série d'animation d'anthologie de dix courts métrages de différents créateurs se déroulant dans l'univers Star Wars. Début juillet 2021 pendant la convention Anime Expo, le producteur exécutif Kanako Shirasaki et son équipe ont présenté une vidéo présentant le travail des différents membres des studios avec des artworks et leurs commentaires. Initialement, 10 épisodes ont été annoncés mais finalement neuf ont été sortis. En effet, l'épisode Le Neuvième Jedi devait finalement sortir en deux parties distinctes mais elles ont fusionné pour avoir un seul épisode de plus grande échelle. Les studios d'animation qui travaillent sur le projet d'animation sont dévoilés : Science Saru, Kinema Citrus, Trigger, Colorido, Geno Studio, Kamikaze Douga, Production I.G.
Le 29 mai 2022, au cours de la Star Wars Celebration, la saison 2 de Star Wars: Visions est annoncée pour début 2023 avec des studios venant du monde entier en plus du Japon dont l'Inde, le Royaume-Uni, l'Irlande, l'Espagne, le Chili, la France, l'Afrique du Sud et les États-Unis. James Waugh décrit la deuxième saison comme « une célébration de l'incroyable animation qui se déroule partout dans le monde »,. En février 2023, Disney annonce les différents studios qui vont participer à cette saison dont D'Art Shtaijo (studio américain spécialisé en animation japonaise travaillant en collaboration avec Lucasfilm), El Guiri (studio d'Espagne), Cartoon Saloon (studio d'Irlande), Punkrobot (studio du Chili), Aardman (studo du Royaume-Uni), Studio Mir (studio de Corée du Sud), Studio La Cachette (studio de France), 88 Pictures (studio d'Inde) et Triggerfish (studio d'Afrique du Sud et d'Irlande).
Le 19 novembre 2024, lors de l'évènement Disney's Content Showcase, une saison 3 a été annoncée pour 2025. Les studios d'animation qui travaillent sur cette saison sont dévoilés avec le retour de  Production I.G, Kamikaze Douga, Kinema Citrus, Trigger, et des nouveaux studios : Polygon Pictures, David Production, Project Studio Q et Wit Studio,.
Lors de la Star Wars Celebration d'avril 2025, en plus d'informations sur la saison 2, il est annoncé qu'il y aura différentes séries spin-off, présentées sous le label Star Wars Visions Presents permettant d'explorer en profondeur différentes histoires. La première série spin-off est annoncée pour l'année 2026 et sera réalisée par le réalisateur de l'épisode Le Neuvième Jedi de la saison 1, Kenji Kamiyama. Sa série se concentrera sur les origines des sabres laser.

### Écriture
Les scénaristes des différentes histoires de la série ne sont pas tenus à respecter forcément la chronologie Star Wars établie. En effet, par exemple, l'épisode Le Duel se passe dans un univers alternatif mélangeant l'univers de Star Wars avec celui de la mythologie japonaise et la tradition du même pays. L'épisode L'Ancien se déroule « quelque temps » avant le premier film de la saga Skywalker, La Menace Fantôme, alors que l'épisode Lop & Ochō se déroule pendant le règne de l'Empire Galactique, soit entre La Revanche des Sith et Un nouvel espoir. L'épisode Les Jumeaux implique les vestiges de l'Empire et l'épisode Le Neuvième Jedi explore les derniers vestiges des chevaliers Jedi, les deux épisodes se passent après la fin de la saga, après le film L'Ascension de Skywalker. Malgré tout, des personnages de la saga apparaissent dans l'épisode Tatooine Rhapsody comme Boba Fett ou Jabba le Hutt.
Le studio Kamikaze Douga présente le court métrage Le Duel comme un dessin animé qui sera principalement en noir et blanc impliquant un Jedi samouraï et des guerriers Sith. Le réalisateur Taku Kimura a présenté son court métrage Tatooine Rhapsody comme étant un opéra-rock façon "Chibi" se passant sur Tatooine et Masahiko Otsuka, réalisateur de L'Ancien, parle d'un drame dans lequel un maître Jedi et son padawan rencontrent un ennemi inconnu. Le réalisateur Abel Gongora, quant à lui, a cherché à combiner des éléments visuels et narratifs de la trilogie classique avec ceux de l'anime classique en établissant des parallèles entre l'anime et le manga des années 1960 et la tradition cinématographique de la fin des années 1970. Il explique notamment que son personnage T0-B1 de la série du même nom qui est un droïde voulant devenir Jedi, est inspiré de Astro Boy, personnage du manga éponyme,. Kenji Kamiyama, le réalisateur de l'épisode Le Neuvième Jedi dit être particulièrement attaché à vouloir utiliser « les sons originaux du sabre laser » connus des enfants du monde entier.
Dans la saison 2, le réalisateur de l'épisode L'Espionne qui dansait Julien Chheng explique que pour réaliser son histoire, il s'est inspiré des espionnes de guerre Mata Hari et Joséphine Baker.

## Produits dérivés

### Bande originale
En juillet 2021, il a été annoncé que Kevin Penkin composera la bande originale de l'épisode La Mariée du village et Michiru Ōshima composera celle de Les Jumeaux et L'Ancien, tandis que Yoshiaka Dewa s'occupe de celle de Lop & Ochō et Tatooine Rhapsody, Keiji Inai composera la musique pour Le Duel, A-bee et Keiichiro Shibuya composeront celle de T0-B1, U-zhaan composera celle pour Akakiri, et enfin, Nobuko Toda et Kazuma Jinnouchi composeront la bande pour Le Neuvième Jedi. Les différents thèmes sortent le 15 octobre 2021 en single numérique chez Walt Disney Records sous la forme de 9 albums, soit un album par épisode.
En mai 2023, pour la saison 2, il a été annoncé que Dan Levy composera la bande originale de l'épisode Sith, Leo Pearson composera celle de La Caverne des Hurlements, Andrés Walker et Patricio Portius s'occupent de celle de Dans les Étoiles. Jean-Marc Petsas composera celle de Je suis ta Mère, Jang Young Gyu et Lee Byung-Hoon composeront celle de Voyage au bout des Ténèbres, Olivier Derivière composera celle de L'Espionne qui dansait, Sneha Khanwalkar (en) composera celle de Les Bandits de Golak, Daniel Lopatin composera celle de Le Trou et Markus Wormstorm (en) composera celle de La Chanson d'Aau. Les différents thèmes sortent en single numérique le 4 mai 2023 en même temps que la saison.

### Littérature
En mars 2021, la maison d'édition Del Rey Books a annoncé la publication d'un roman original du nom de Ronin écrit par Emma Mieko Candon qui s'inspire du 1er court métrage de la série Le Duel. Le roman est sorti le 12 octobre 2021 aux États-Unis et sa traduction française est parue le 7 juillet 2022 aux éditions Fleuve dans la collection Outre Fleuve.
Un art book est publié par Dark Horse Comics le 6 septembre 2022 aux États-Unis, comprenant des dessins de conception et des interviews des membres des équipes des différents studios d'animation. Une version Deluxe est également publiée, comprenant un étui pour le livre et un portfolio avec des illustrations.

### Bandes dessinées
En mai 2022, Marvel Comics annonce la publication d'un comics mettant en scène le personnage du Ronin de l'épisode Le Duel. Ce one-shot est illustré par Takashi Okazaki qui est également le scénariste de l'épisode en question. Ce numéro est publié le 12 octobre 2022 aux États-Unis,.
La série a également droit à son adaptation en manga avec une publication débutant le 25 mai 2022 dans le magazine Big Gangan de l'éditeur Square Enix. Tout comme l'anime, la série prend une forme d'anthologie avec chaque mois une histoire différente reprenant un épisode de la série avec également un auteur différent à chaque fois. Le premier auteur qui inaugure la série est Kamome Shirahama, connu pour le manga L'Atelier des sorciers, avec un premier chapitre adaptant l'épisode L'Ancien. Le chapitre deux est réalisé par Haruichi et adapte l'épisode Lop & Ochō et Yûsuke Ôsawa se charge de l'adaptation de l'épisode Le Neuvième Jedi. Pour terminer, Keisuke SATO qui avait déjà fait l'adaptation en manga de Little Witch Academia, adapte l'histoire Les Jumeaux. En France, les quatre histoires sont publiées dans un volume par nobi nobi ! le 19 avril 2023.
En août 2023, Marvel Comics annonce la publication d'un nouveau comics avec le label Star Wars: Visions avec cette fois-ci une histoire originale. Marvel a fait appel à la dessinatrice Peach Momoko, bien habituée à dessiner les super héros de la maison d'édition pour les insérer dans un Japon féodal. Son histoire a été publié le 15 novembre 2023,.

## Diffusion
La première saison est diffusée dans son intégralité le 22 septembre 2021 sur Disney+,.
En février 2023, la saison 2 est annoncée pour le 4 mai 2023 lors de la journée Star Wars. Elle est également diffusée en intégralité sur Disney+.
La troisième saison sera diffusée dans son intégralité le 29 octobre 2025.

## Réception

### Saison 1
Les critiques ont été globalement favorables à la série. Le site Web agrégateur Rotten Tomatoes rapporte un taux d'approbation de 96% avec une note moyenne de 8,20/10, basée sur 49 avis. Le consensus critique du site Web se lit comme suit : « Magnifiquement animé et très créatif, Visions est une série d'histoires de Star Wars éclectique mais tout à fait agréable qui donne un nouveau souffle à la galaxie ». Concernant le site Metacritic, qui utilise une moyenne pondérée, il attribue une note de 79 sur 100 sur la base de 15 critiques, indiquant des « évaluations généralement favorables ».
Le site CNET France note une écriture pauvre et des épisodes s'attardant toujours sur le même thème, mais la qualité se rattrape dans ses propositions visuelles. Le site conclut par « il ouvre les horizons de Star Wars, et nous montre un futur d'histoires et de possibilités excitantes. Surtout, il nous donne envie d'y revenir, et d'y rester. Finalement, cette anthologie de courts métrages plaira tout autant aux fans de l'univers qu'aux curieux ». Le Parisien partage le même constat final, en indiquant que c'est une série « destinée aux jeunes fans de la saga, à la fois geeks et passionnés de mangas et de science-fiction, elle ne perdra pas les autres spectateurs en route, et pourrait même fortement les réjouir ».

### Saison 2
Les critiques de la saison 2 ont été également positifs. Rotten Tomatoes rapporte un taux d'approbation de 100% avec une note moyenne de 8,90/10, basée sur 21 avis. Le consensus critique du site Web se lit comme suit : « Animé avec toute la vivacité d'un sabre laser crépitant, le deuxième volume de Star Wars: Visions est l'œuvre de Maîtres Jedi. ». Concernant le site Metacritic, il attribue une note de 88 sur 100 sur la base de 5 critiques, indiquant des « évaluations généralement favorables ».

## Distinctions

### Nomination
| Année | Récompense                                            | Catégorie                                    | Récipiendaire                                                                             |
| ----- | ----------------------------------------------------- | -------------------------------------------- | ----------------------------------------------------------------------------------------- |
| 2022  | Annie Awards 2022                                     | Meilleure production animée pour les adultes | Episode Le Duel                                                                           |
| 2022  | Golden Reel Awards 2022                               | Outsanding Achievement in Sound Edition      | David W. Collins, Matthew Wood, Luke Dunn Gielmuda et Jana Vance (pour l'épisode Le Duel) |
| 2022  | 74e cérémonie des Primetime Creative Arts Emmy Awards | Meilleur programme court d'animation         | Episode Le Duel                                                                           |
| 2022  | Golden Trailer Awards                                 | Meilleur animation/série familiale/streaming | Sar Wars: Visions                                                                         |
| 2023  | Kidscreen Awards                                      | Meilleur nouvelle série                      | Sar Wars: Visions                                                                         |
| 2023  | Kidscreen Awards                                      | Meilleur série d'animation                   | Sar Wars: Visions                                                                         |